# Sotogahama
Sotogahama (外ヶ浜町, Sotogahama-machi) est un bourg situé dans le district de Higashitsugaru (préfecture d'Aomori), au Japon.

## Géographie

### Situation

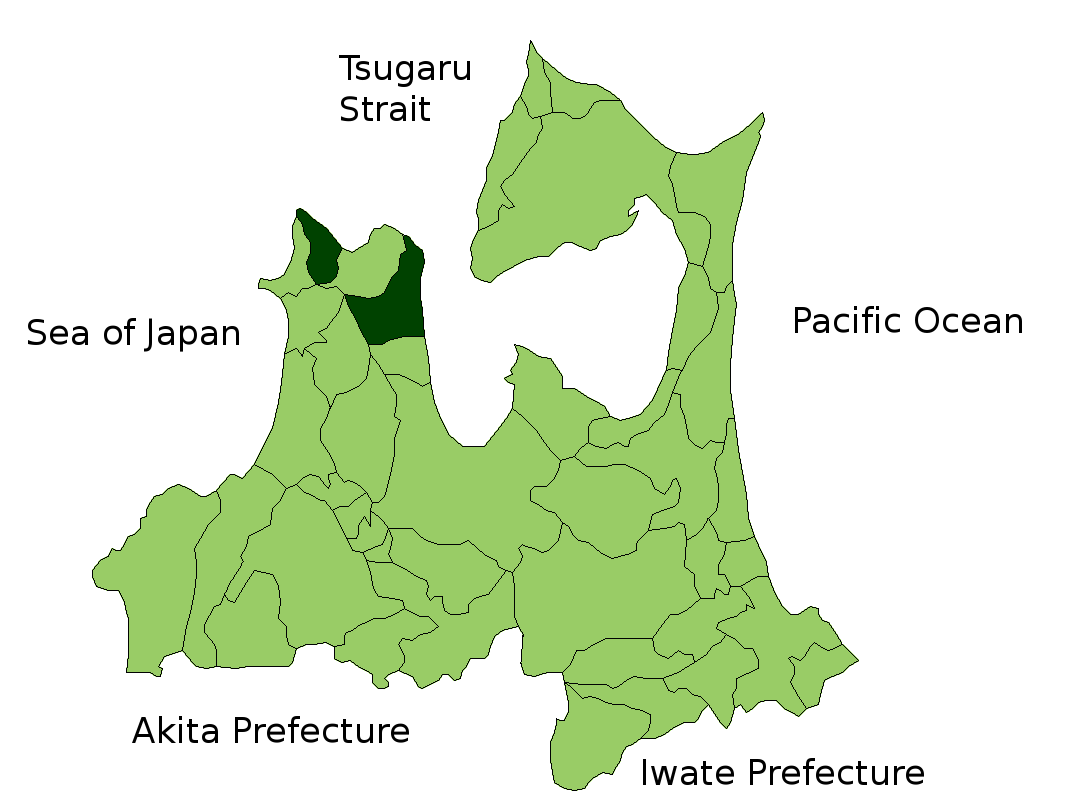
Carte de la préfecture d'Aomori avec le bourg de Sotogahama mis en évidence.

Le bourg de Sotogahama est situé dans le nord de la péninsule de Tsugaru (préfecture d'Aomori), au Japon, et est divisé en deux parties. La partie nord est bordée par la baie de Minmaya au nord-est et a pour municipalités voisines le bourg de Nakadomari à l'ouest, la ville de Goshogawara au sud et le bourg d'Imabetsu à l'ouest. La partie sud-est fait face au détroit de Tairadate et a pour municipalités voisines le bourg d'Imabetsu au nord, la ville de Goshogawara et le bourg de Nakadomari à l'est et le village de Yomogita au sud.

### Démographie
Sotogahama comptait 6 946 habitants lors du recensement du 31 mars 2014.